# Sejmik del voivodato
Il Sejmik del voivodato (in polacco: sejmik województwa) è un consiglio regionale polacco composto da consiglieri eletti nei vari Voivodati della Polonia. I sejmik sono eletti ogni quattro anni, effettivi dal giorno delle ultime elezioni. Il numero dei consiglieri varia in maniera dipendente dalla popolazione; nei voivodati più piccoli il numero è 30, mentre nel popoloso Voivodato della Masovia sale fino a 51.
I membri di un sejmik scelgono un Presidente, responsabile degli affari del sejmik e della moderazione dei dibattiti.
I sejmik possono adottare leggi su materie concernenti il voivodato che non sono riservate all'amministrazione governativa (gran parte della quale è diretta dal voivoda); i poteri del sejmik variano dall'approvazione del budget del voivodato alla strategia per lo sviluppo alle regole per la manutenzione e la gestione del patrimonio del voivodato. I sejmik eleggono e controllano i corpi autogovernativi esecutivi di ogni voivodato.